# Volo American Airlines 1420
Il volo American Airlines 1420 era un volo di linea tra Dallas e Little Rock negli USA. Il 1º giugno 1999, il McDonnell Douglas MD-82 che operava il volo oltrepassò il limite della pista durante l'atterraggio a Little Rock, schiantandosi contro la struttura dell'Approach Lighting System della pista 22L. Il comandante e dieci passeggeri perirono nell'incidente.

## L'aereo
L'aereo coinvolto nell'incidente era un McDonnell Douglas MD-82 (numero di registrazione N215AA), un derivato del McDonnell Douglas DC-9 e parte della serie di aeromobili McDonnell Douglas MD-80. È stato consegnato nuovo ad American Airlines nel 1983 e da allora è stato operato ininterrottamente dalla compagnia aerea, accumulando l'incredibile totale di 49.136 ore di volo. Il velivolo era alimentato da due motori a reazione turboreattori Pratt & Whitney JT8D-217C.
Era dotato di un radar meteorologico a banda X, suscettibile all'attenuazione durante le pesanti precipitazioni, e non aveva un avviso di attenuazione per avvertire l'equipaggio di volo del danneggiamento del sistema durante i forti acquazzoni. Il sistema meteorologico radar aveva un design lungimirante che offriva all'equipaggio di volo solo un campo visivo limitato di fronte all'aereo.

## L'equipaggio
Il volo 1420 era pilotato del comandante Richard Buschmann, 48 anni, un capo pilota di grande esperienza con 10.234 ore di volo totali, di cui circa la metà accumulate con la serie MD-80. Buschmann si era laureato alla United States Air Force Academy nel 1972, prestando servizio nell'aeronautica militare fino al 1979. Ricoprì il grado di tenente colonnello presso lo US Air Force Reserve Command e fu assunto dall'American Airlines nel luglio 1979. Esperto nel pilotaggio del Boeing 727 per uso americano, passò ai bimotori McDonnell Douglas serie MD-80 nel 1991.
Il primo ufficiale del volo era Michael Origel, 35 anni. Egli era entrato nella compagnia da meno di un anno e aveva solo 182 ore di volo con American Airlines come pilota di MD-80. Tuttavia Origel si era addestrato come pilota con la Marina degli Stati Uniti e aveva avuto precedenti esperienze di volo commerciale come pilota aziendale, con un totale di 4.292 ore di esperienza al momento dell'incidente.
Il volo 1420 era composto da quattro assistenti di volo, tutti qualificati sull'MD-80 e avevano recentemente ricevuto una formazione di aggiornamento sulle procedure di emergenza.

## Condizioni meteorologiche e di volo
Il volo 1420 doveva partire dal Dallas/Fort Worth alle 20:28 (20:28) e arrivare a Little Rock alle 21:41 (21:41). Tuttavia i piloti vennero informati prima dell'imbarco che la partenza sarebbe stata ritardata e che il National Weather Service aveva emesso degli avvisi meteorologici che indicavano forti temporali lungo la traiettoria di volo pianificata. Le condizioni meteorologiche avverse ritardarono l'arrivo a DFW dell'aereo che avrebbe dovuto intraprendere il volo 1420. La politica della compagnia aerea prevedeva un tempo massimo di servizio del pilota di 14 ore e il volo 1420 era l'ultimo volo della giornata per l'equipaggio. Il primo ufficiale informò lo spedizioniere di volo della compagnia aerea che non sarebbero quindi stati in grado di partire dopo le 23:16 (11:16 PM). Così l'American sostituì l'aereo con un altro MD-80, numero di coda N215AA, che permise al volo 1420 di partire da Dallas/Fort Worth alle 22:40 (10:40 PM).

Tabella dei posti per il volo American Airlines 1420 creata dall'NTSB, che rivela la posizione dei passeggeri e l'assenza di ferite, la loro gravità delle lesioni e i decessi.

Alle 23:04 (23:04), i controllori del traffico aereo rilasciarono un avviso meteorologico che indicava forti temporali in un'area che includeva l'aeroporto di Little Rock, e i piloti videro un fulmine durante l'avvicinamento. Iniziarono a considerare i bollettini meteorologici, ma decisero di accelerare l'avvicinamento piuttosto che dirottare verso l'aeroporto alternativo designato (Aeroporto Internazionale di Nashville) o tornare a DFW.
Il controllo del traffico aereo di Little Rock aveva inizialmente detto al volo 1420 di aspettarsi un avvicinamento alla pista 22L. Tuttavia, alle 23:39 (23:39), un controllore avvisò l'equipaggio di un avviso di wind-shear e di un cambio di direzione del vento. Di conseguenza il capitano Buschmann chiese l'autorizzazione di poter atterrare sulla pista 4R in modo che l'MD-2 avesse il vento contrario durante l'atterraggio, ricevendola sulla base delle regole del volo a vista. Poiché l'aereo era già vicino all'aeroporto, il controllore dovette dirigerlo lontano per allinearlo all'atterraggio sulla pista. Di conseguenza il volo 1420 si allontanò dall'aeroporto per diversi minuti, e poiché il radar meteorologico dell'aereo aveva un campo visivo stretto e rivolto in avanti, l'equipaggio non poteva vedere i temporali che si avvicinavano durante il loro turno. Mentre l'aereo si stava avvicinando all'aeroporto era sopraggiunto un forte temporale e alle 23:44 il primo ufficiale notificò al controllore che avevano perso di vista la pista. Il controllore concesse così l'autorizzazione all'atterraggio sulla 4R secondo le regole dell'avvicinamento ILS (Instrument landing system).
I piloti si prepararono ad atterrare il prima possibile, portando a errori di giudizio che includevano il mancato completamento da parte dell'equipaggio della checklist pre-atterraggio della compagnia prima dell'atterraggio. Ciò costituì un evento cruciale nella catena degli incidenti, poiché i piloti trascurarono diversi sistemi di atterraggio cruciali. L'equipaggio non riuscì ad attivare il sistema degli spoiler automatici, il che normalmente sposta automaticamente la leva di controllo degli spoiler e li distende all'atterraggio. Non riuscirono pure ad impostare il sistema di frenata automatica e i flap di atterraggio, un altro punto della checklist pre-volo, ma quando l'aereo scese oltre i 300 m, il primo ufficiale Origel si rese conto della dimenticanza, estendendo i flap  a 40 gradi.
Alle 23:49:32 il controllore comunicò l'ultimo bollettino meteorologico prima dell'atterraggio del volo 1420, avvisando che i venti all'aeroporto erano di 330 gradi per 25 nodi. I venti segnalati superavano il limite di 20 nodi per cui l'MD-82 era stato progettato, con visibilità ridotta su una pista bagnata. Nonostante l'eccessivo vento di traverso e due rapporti di wind-shear, il capitano Buschmann non annullò l'avvicinamento a Little Rock, decidendo invece di continuare l'avvicinamento alla pista 4R.

## Lo schianto
L'aereo atterrò sulla pista 4R alle 23:50:20. Circa due secondi dopo che le ruote toccarono terra, il primo ufficiale Origel dichiarò: "Siamo a terra. Stiamo andando a sbattere!". Poiché i piloti non erano riusciti ad attivare il sistema automatico degli spoiler, questi non si estesero in automatico all'atterraggio né li estesero manualmente. Gli autospoiler e gli autobrake sarebbero stati essenziali per garantire la capacità dell'aereo di fermarsi entro i confini di una pista bagnata, specialmente se soggetta a forti raffiche di vento. Gli spoiler interrompono il flusso d'aria sulle ali, impediscono loro di generare portanza e fanno sì che una parte maggiore del peso dell'aereo venga sostenuta dal carrello di atterraggio. Circa il 65% del peso dell'MD-82 sarebbe stato supportato dal carrello di atterraggio dell'aereo se gli spoiler fossero stati schierati, ma senza di essi questo numero scese solo al 15%. Con il carico sul carrello di atterraggio troppo leggero, i freni dell'aereo risultarono inefficaci nel rallentare l'aereo, che continuò a slittare lungo la pista ad alta velocità. Il controllo direzionale venne perso quando il comandante Buschmann applicò troppa spinta inversa, il che ridusse l'efficacia del timone dell'aereo e dello stabilizzatore verticale.

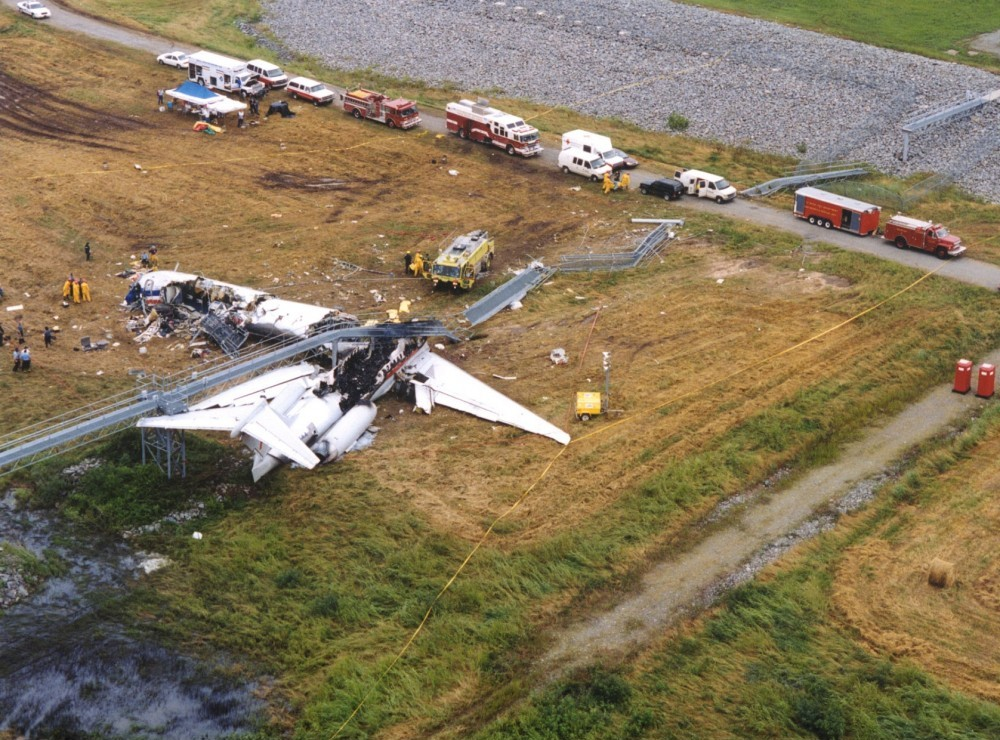
La posizione finale di N215AA, dopo aver invaso la pista e essersi schiantato contro le luci di avvicinamento della pista

L'aereo proseguì oltre la fine della pista, viaggiando per altri 800 piedi e colpendo una barriera di sicurezza e un'antenna di localizzatori ILS. In seguito l'aereo entrò in collisione con una struttura costruita per supportare le luci di avvicinamento per la pista 22L, che si estendeva nel fiume Arkansas. Tali strutture sono solitamente frangibili, progettate per staccarsi all'impatto, ma poiché le luci di avvicinamento erano situate sulla riva instabile del fiume, erano ancorate saldamente. La collisione con la robusta struttura schiacciò il muso dell'aereo e distrusse il lato sinistro della fusoliera dell'aereo, dalla cabina di pilotaggio alle prime due file di sedili. L'impatto frantumò l'aereo in spezzoni che si fermarono a breve distanza dalla riva del fiume.
Il comandante Buschmann e 10 dei 139 passeggeri dell'aereo morirono sul colpo, seguiti da due passeggeri morti in ospedale nelle settimane successive. Il primo ufficiale Origel, tre dei quattro assistenti di volo e 41 passeggeri riportarono ferite gravi. Il rimanente assistente di volo e 64 passeggeri riportarono ferite lievi e 24 passeggeri rimasero pressoché illesi.

## L'indagine
Il National Transportation Safety Board (NTSB) indagò sulle seguenti cause dell'incidente.

### Spoiler automatici e sistema dei freni
L'NTSB condusse dei test approfonditi per determinare se gli spoiler automatici e il sistema dei freni fossero stati impostati in posizione "arm" dai piloti prima dell'atterraggio.
Ascoltarono le registrazioni del registratore della cabina di pilotaggio (CVR) dell'aereo, ma non registrò alcun suono coerente con l'attivazione degli spoiler o il dispiegamento automatico. L'NTSB condusse due voli di prova di un altro MD-80 dell'American Airlines, confermando che l'inserimento manuale degli spoiler creava un rumore ben riconoscibile, distinguibile da quello prodotto dall'attivazione automatica, che poteva essere chiaramente udita sul CVR. L'NTSB svolse anche dei test a terra su aerei simili, incluso un secondo MD-80 sul quale il sistema di autospoiler non riusciva ad attivarsi durante un sovraccarico della pista, un evento accaduto a Palm Springs, in California, che però non portò alla distruzione del velivolo.
Dopo il volo 1420 e l'incidente di Palm Springs, l'American Airlines revisionò le sue checklist in modo che i piloti confermassero che gli spoiler erano stati impostati per dispiegarsi automaticamente prima dell'atterraggio, confermassero la loro estensione e dispiegassero manualmente gli spoiler se non ci fossero riusciti.

### Comportamento del pilota in caso di temporale
L'indagine si concentrò anche sul comportamento dei piloti in condizioni meteorologiche avverse, per determinare l'impatto che le tempeste potrebbero aver avuto sul processo decisionale dei piloti mentre si avvicinavano all'Aeroporto Nazionale di Little Rock.
Gli esperti del Massachusetts Institute of Technology (MIT) compirono uno studio che registrava il comportamento dei piloti che atterrano all'Aeroporto di Dallas/Fort Worth, che mirava a vedere se i piloti erano disposti ad atterrare durante i temporali. Su un totale di 1.952 incontri con temporali, 1.310 piloti (67 per cento) volavano nei temporali durante i tentativi di atterraggio. Con questo studio scoprirono che i piloti mostravano maggiore incoscienza se erano in ritardo rispetto al programma, se stavano tentando di atterrare di notte e se l'aereo davanti a loro era atterrato con successo in condizioni meteorologiche simili.

### Fatica
Il rapporto dell'NTSB citò la stanchezza come fattore determinante. Il capitano era rimasto sveglio per 16 ore quel giorno, la ricerca indica che dopo essere stati svegli per 13 ore i piloti commettono molti più errori. L'ora dell'incidente è arrivata diverse ore dopo la solita ora di andare a letto di entrambi i piloti. Il primo ufficiale riferì di sentirsi sentito stanco quella notte e si sentì uno sbadiglio sul CVR. Il rapporto afferma che gli individui privati del sonno probabilmente proveranno lo stesso metodo di risoluzione dei problemi ancora e ancora senza cercare opzioni alternative.

### Causa
Il 23 ottobre 2001 l'NTSB rilasciò la sua relazione sulla causa dell'incidente:
A contribuire all'incidente sono state: (1) le prestazioni ridotte dell'equipaggio di condotta derivanti dalla fatica e dallo stress situazionale associato all'intenzione di atterrare in quelle circostanze, (2) la continuazione della discesa all'atterraggio quando è stata superata la massima componente di vento al traverso della compagnia, e (3) uso di spinta inversa maggiore di 1,3 rapporto di pressione del motore dopo l'atterraggio.»

## Questioni legali
Sono state intentate molteplici cause dopo l'incidente e il 15 dicembre 1999 il Judicial Panel on Multidistrict Litigation consolidò le varie cause federali per procedimenti preliminari consolidati e coordinati e assegnò il caso all'ormai defunto giudice distrettuale Henry Woods dell'Eastern District of Arkansas. Nelle varie cause i passeggeri chiedevano dei danni compensativi e punitivi all'American Airlines.
Il giudice Woods separò i casi relativi ai passeggeri in quelli che coinvolgevano passeggeri nazionali e internazionali, perché leggi diverse regolavano i diritti dei ricorrenti in ciascuna categoria. Ad esempio, ai passeggeri che viaggiano con biglietti internazionali è stato vietato da un trattato internazionale (la Convenzione di Varsavia) di risarcire i danni punitivi.
Pertanto Woods stabilì che solo i passeggeri nazionali sarebbero autorizzati a perseguire le richieste di risarcimento danni, che vennero mandate avanti per prime. American Airlines "ha ammesso la responsabilità per l'incidente e sono stati programmati processi individuali per valutare l'ammontare adeguato dei danni compensativi. Successivamente American Airlines ha raggiunto accordi transattivi con la maggior parte dei querelanti nazionali".
"Tre processi di risarcimento danni che coinvolgono querelanti nazionali sono stati infine giudicati da una giuria e gli sono stati assegnati rispettivamente 5,7 milioni di dollari, 3,4 milioni e 4,2 milioni di dollari". Questi tre querelanti hanno insistito per ottenere di più, ma alla fine persero i risarcimenti che avevano già. Il tribunale distrettuale concesse un giudizio sommario a favore di American Airlines riguardo ai danni punitivi, ritenendo che secondo la legge dell'Arkansas le prove fossero insufficienti per sottoporre la questione a una giuria per decidere. Questa sentenza fu successivamente confermata in appello.
Nell'unico processo di responsabilità derivante dallo schianto del volo 1420, una giuria federale a Little Rock diede alla famiglia del capitano Buschmann 2 milioni di dollari in danni per morte ingiusta a seguito di una causa intentata contro l'aeroporto nazionale di Little Rock. La giuria decise che Buschmann morì perché l'aereo era entrato in collisione con i supporti per le luci di avvicinamento illegali e non frangibili eretti in quella che avrebbe dovuto essere l'area di sicurezza della pista. Si concluse che l'aeroporto non rispettava gli standard di sicurezza aeroportuali. Il comportamento di Buschmann presentava le prove che gli spoiler erano stati dispiegati ma avevano funzionato male (non per colpa del capitano) e che l'aereo non aveva incontrato turbolenze. La giuria respinse l'argomento dell'aeroporto secondo cui Buschmann era colpevole di aver causato la propria morte.
Il verdetto della giuria assolse completamente il comandante Buschmann da ogni colpa per l'incidente. Tuttavia l'NTSB modificò la sua probabile sentenza riguardo alla causa, e l'American Airlines ammise la propria responsabilità per l'incidente e "ha pagato molti milioni di dollari in danni ai passeggeri e alle loro famiglie". Circa 10 anni dopo l'incidente David Rapoport, un avvocato che fu membro del comitato direttivo dei querelanti nominato dal tribunale, dichiarò che "dopo tutti questi anni [se il capitano Buschmann è stato "assolto" da ogni responsabilità per l'incidente] è ancora una questione su cui le persone ragionevolmente informate potrebbero non essere d'accordo, tuttavia, dovrebbe esserci consenso. Le operazioni di volo non dovrebbero essere condotte nell'area del terminal quando i temporali sono sulla traiettoria dell'aereo, e gli oggetti non frangibili non dovrebbero essere collocati dove è prevedibile che un aereo possa cadere".

## Conseguenze
Una cerimonia commemorativa del 2004 si svolse adiacente all'aeroporto. Una dei sopravvissuti del volo 1420, Jeana Varnell, partecipò alla cerimonia e, in un articolo di giornale, ha dichiarato di essersi fortemente opposta alla commemorazione di Richard Buschmann.
American Airlines vola ancora a Little Rock da Dallas, ma l'aereo utilizzato è principalmente un Embraer E170.
Ogni anno tra il 2000 e il 2022, il padre della vittima di un incidente Debra Taylor-Sattari ha decorato in modo elaborato l'esterno della sua casa a Vallejo, California, con luci e decorazioni natalizie in suo onore, cosa che ha attirato l'attenzione dei media locali e nazionali.

## Il volo American Airlines 1420 nei media
- L'incidente del volo 1420 della American Airlines è stato analizzato nell'episodio Una gara contro il tempo della prima stagione del documentario Indagini ad alta quota trasmesso da National Geographic Channel.
- The Weather Channel ha descritto la storia del volo in un episodio di Storm Stories, così come il Biography Channel nello show Flightmares.